# Cabariot
Cabariot település Franciaországban, Charente-Maritime megyében. Lakosainak száma 1470 fő (2022. január 1.). Cabariot Bords, Champdolent, Lussant, Saint-Hippolyte, Tonnay-Charente és La Vallée községekkel határos.

## Népesség
A település népességének változása:
| Lakosok száma | 881  | 894  | 1087 | 1149 | 1322 | 1323 | 1341 | 1386 | 1422 | 1470 |
|               | 1968 | 1982 | 1990 | 2006 | 2013 | 2015 | 2017 | 2019 | 2020 | 2022 |